# Johan Palmroot

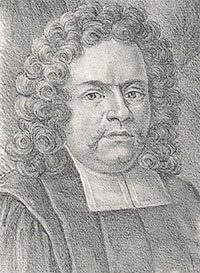
Johan Palmroot

Johan Palmroot, även Johannes Palmroot, född 22 mars 1659 i Arboga, död 14 maj 1727 i Uppsala, var en svensk orientalist, teolog och kyrkoherde.

## Biografi
Johan Palmroot var son till rådmannen Nils Svensson och dennes hustru Elisabet Palmgren. Vid Uppsala universitet, där Palmroot 1685 promoverades till magister, hade han blivit så känd för sin lärdom att han tre dagar efter promotionen föreslogs till och erhöll fullmakt som filosofie adjunkt.
Fyra år senare gjorde han på Karl XI:s bekostnad en studieresa ända till Rom då han besökte de förnämsta universitet på kontinenten. Sedan han kommit hem och återgått till sin lärarebefattning i Uppsala, utnämndes han 1695 till kyrkoherde i Börje prebendepastorat och befordrades året därefter till professor i österländska språk. Efter den lärde Norrmans utnämning till biskop i Göteborg förflyttades han till en teologie professur i Uppsala, med Vaksala pastorat till prebende, där han blev kvar fram till sin död. Han blev teologie doktor 1715.
Han hade under flera år Georg Wallin den yngre i sitt hem i Uppsala och ansvarade för dennes studier. Denne skulle sedermera gifta sig med hans dotter Lisa Palmroot.
Av sin samtid berömdes Palmroot inte enbart för sina stora kunskaper utan också för sin ovanliga undervisningsskicklighet, särskilt i österländsk litteratur, där "månge -- medelst hans lätta method och oförlikneliga liuflighet så upmuntrades til kärlek, lust och flit, at the woro redan gode orientalister, eftersom the thet sielwe som minst förmodade."
Palmroot var gift 1698 med Cecilia Thel, dotter till handelsmannen i Söderhamn Hans Theel, sannolikt systerson till Daniel Behm (släkten Behm), och Birgitta Gadd. Han blev därmed svåger till Daniel Djurberg.